# Piros, fehér, zöld
A Piros, fehér, zöld a Kárpátia Zenekar 2006-os rock-albuma.
50 évvel 1956 után a borítón egy 3×5-ös puzzle látható: a felső darabkák pirosak, az alsók zöldek, a középsők pedig fehérek, de hiányzik a középső fehér darab, ami által egy lyukas zászló rajzolódik ki.
Szintén a fél évszázadra emlékezik a Neveket akarok hallani, itt Wittner Mária is hallható, amint prózában közli, hogy a forradalmat követő megtorlásért nincs bocsánat.

## Számok listája
1. Toborzó (3:08)
2. Keleti Kárpátok (2:55)
3. Neveket akarok hallani (4:08)
4. Igazán szeretni (3:25)
5. Kivándorlók dala (3:24)
6. Pálinka (2:35)
7. Bánatvirág (3:47)
8. Fiumei ribillió (3:00)
9. Bizalmam az ősi erényben (3:49)
10. Hegyek fölött (2:53)
11. Szegény magyar nép! (2:18)
12. Ha kell! (3:49)
13. Halotti beszéd (részlet) (3:09)

## Közreműködők
- Petrás János – basszusgitár, ének
- Csiszér Levente – gitár
- Bankó Attila – dob
- Bíró Tamás – gitár
- Galántai Gábor – billentyű
- Wittner Mária – próza
- Ráduly Levente – vokál
- Petrovity Zorán – vokál
- Nagy Attila – vokál
- Szabó Judit – ének
- Biczó Tamás – citera
- Mészáros Miklós Chris – doromb
- Hajas Mariann – hegedű
- Tóth István – tangóharmonika
- Tóth Ferenc – furulya